# Braeshore
Braeshore – miejscowość (community; przed 26 czerwca 2007 dispersed rural community) w kanadyjskiej prowincji Nowa Szkocja, w hrabstwie Pictou (45°42′31″N, 62°39′04″W), na północny wschód od Pictou; nazwa urzędowo zatwierdzona 3 grudnia 1970. Miejscowość należy do okręgu wyborczego (do rady hrabstwa) nr 3. W skład miejscowości wchodzi kolonia domków letniskowych Seacrest.